# Mototechna
Mototechna was een staatsbedrijf in Tsjechoslowakije. Tegenwoordig houdt het bedrijf zich bezig met handel in nieuwe auto's, werkplaatsdiensten en financieringsmogelijkheden voor auto's.

## Geschiedenis
Mototechna werd opgericht in 1949 en had als organisatie een monopolie op de distributie van nieuwe en gebruikte auto's en auto-onderdelen. Mototechna was ook verantwoordelijk voor de export en was een detailhandel.
Het aanbod bestond aanvankelijk uit de Tatra 57B, Tatra 87, Škoda 1101 Tudor en Aero Minor. Gedurende de jaren vijftig werd het aanbod uitgebreid met de Škoda 1200, Škoda Spartak/445, maar ook Tatra 600 Tatraplan, GAZ M20 Pobeda, Moskvitsj 407 of Simca 1300, Wartburg 311/312 en Trabant waren te koop.

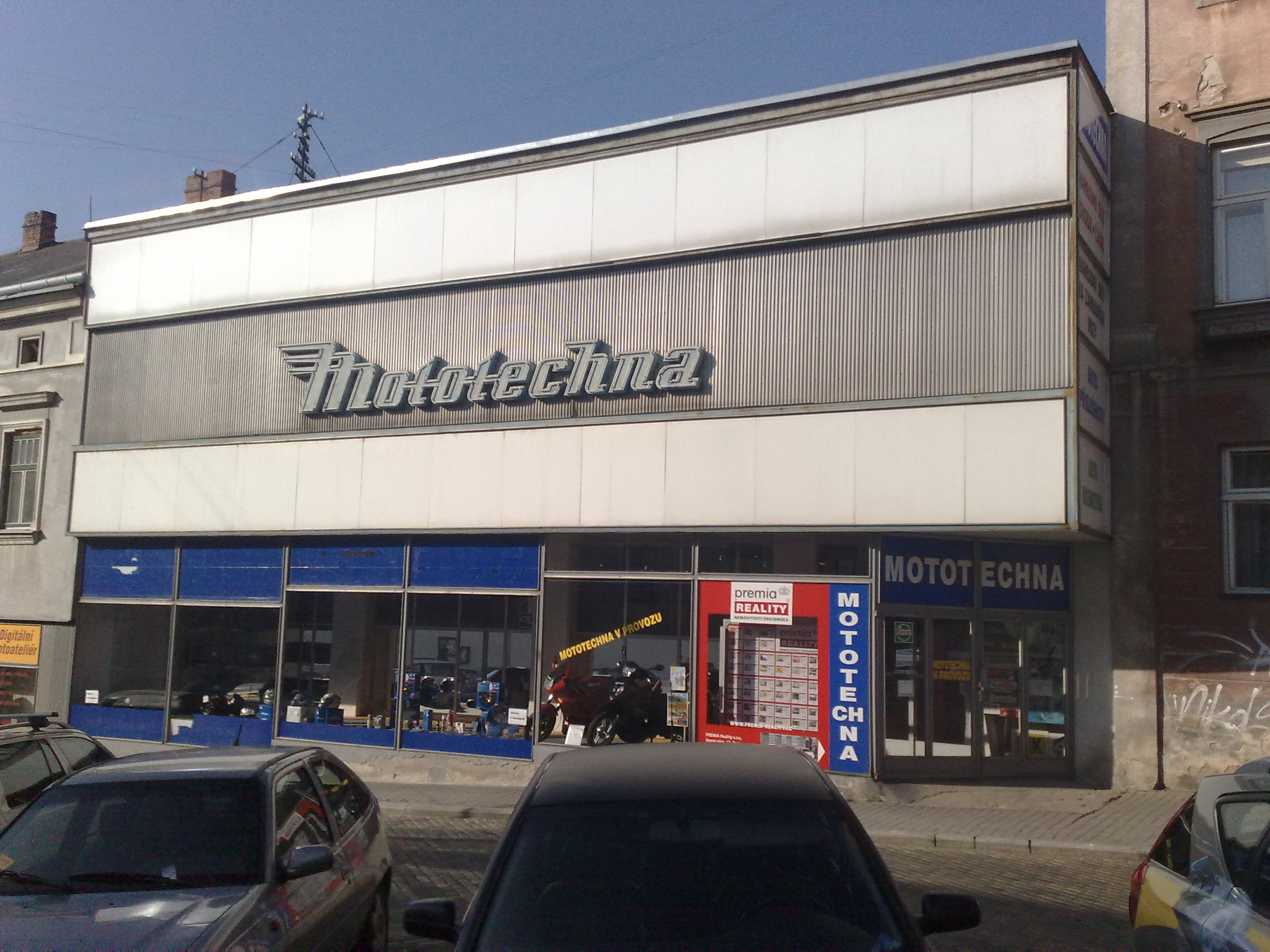
Mototechna-winkel in Znojmo.

Hoewel de vraag naar auto's in Tsjechoslowakije het aanbod oversteeg, had Mototechna in de jaren zestig een van het grootste aanbod van auto's in het Oostblok. Nieuwe modellen van Škoda (Octavia, Octavia Super en de eerste Felicia) werden in de jaren zestig bij Mototechna leverbaar. Naast deze auto's verschenen in de Mototechna-winkels ook de Škoda 1000 MB/MBX, Škoda 1202 en Škoda 100/110, evenals modellen van Volga, Moskvitsj, Fiat, Renault en Ford.
In de jaren zeventig en tachtig werd het Mototechna-aanbod van auto's uit buitenlandse productie uitgebreid. Zo werden de Polski Fiat 125p en 126p, Fiat 127, 128 en 850, de Renault 6, 15 en 16, Ford Cortina 1300, Toyota Corona 1500 en Saab 96 leverbaar. Het grootste deel van het modellenaanbod was echter afkomstig van Škoda met de 105/120 in vele uitvoeringen, de Škoda 110 R en vanaf 1988 ook de Favorit. Ook beschikbaar waren Trabant 601, Wartburg 353 en diverse modellen van Lada, Dacia en Oltcit.
In 1992 werd het staatsbedrijf aan beide kanten geprivatiseerd. Sindsdien is Mototechna een naamloze vennootschap die nieuwe auto's aanbiedt, evenals financierings- en werkplaatsdiensten. Huurauto's, autoverzekeringen, hulpdiensten en erkende service van Škoda-auto's behoren ook tot de activiteiten van het Tsjechische en het Slowaakse bedrijf.